# Thoracochaeta erectiseta
Thoracochaeta erectiseta is een vliegensoort uit de familie van de mestvliegen (Sphaeroceridae). De wetenschappelijke naam van de soort is voor het eerst geldig gepubliceerd in 1994 door Carles-Tolra.